# Cernotina chelifera
Cernotina chelifera är en nattsländeart som beskrevs av Oliver S. Flint Jr. 1972. Cernotina chelifera ingår i släktet Cernotina och familjen fångstnätnattsländor. Inga underarter finns listade i Catalogue of Life.